# Biclavigera rufivena
Biclavigera rufivena är en fjärilsart som beskrevs av W. Warren 1911. Biclavigera rufivena ingår i släktet Biclavigera och familjen mätare. Inga underarter finns listade i Catalogue of Life.